# Mohembo West
Mohembo West è un villaggio del Botswana situato nel distretto Nordoccidentale, sottodistretto di Ngamiland West. Il villaggio, secondo il censimento del 2011, conta 1.770 abitanti.

## Località
Nel territorio del villaggio sono presenti le seguenti 7 località:
- Gildenhuys,
- Maano,
- Ngaracha,
- Nxonicha di 5 abitanti,
- Rekonda di 86 abitanti,
- Saikarangwe di 87 abitanti,
- Xamukucha di 40 abitanti